# PalaSele
PalaSele – włoska hala widowiskowo-sportowa położona w Eboli. Jest wykorzystywana zarówno do wydarzeń sportowych jak i koncertów. Może pomieścić 6000 widzów.